# Chipsy bananowe
Chipsy bananowe to suszone plasterki bananów spożywane jako przekąska lub dodatek do deserów, mieszanek, koktajli i potraw. Produkowane zazwyczaj z miękkiej, słodkiej odmiany z rodzaju Musa.

## Proces suszenia bananów

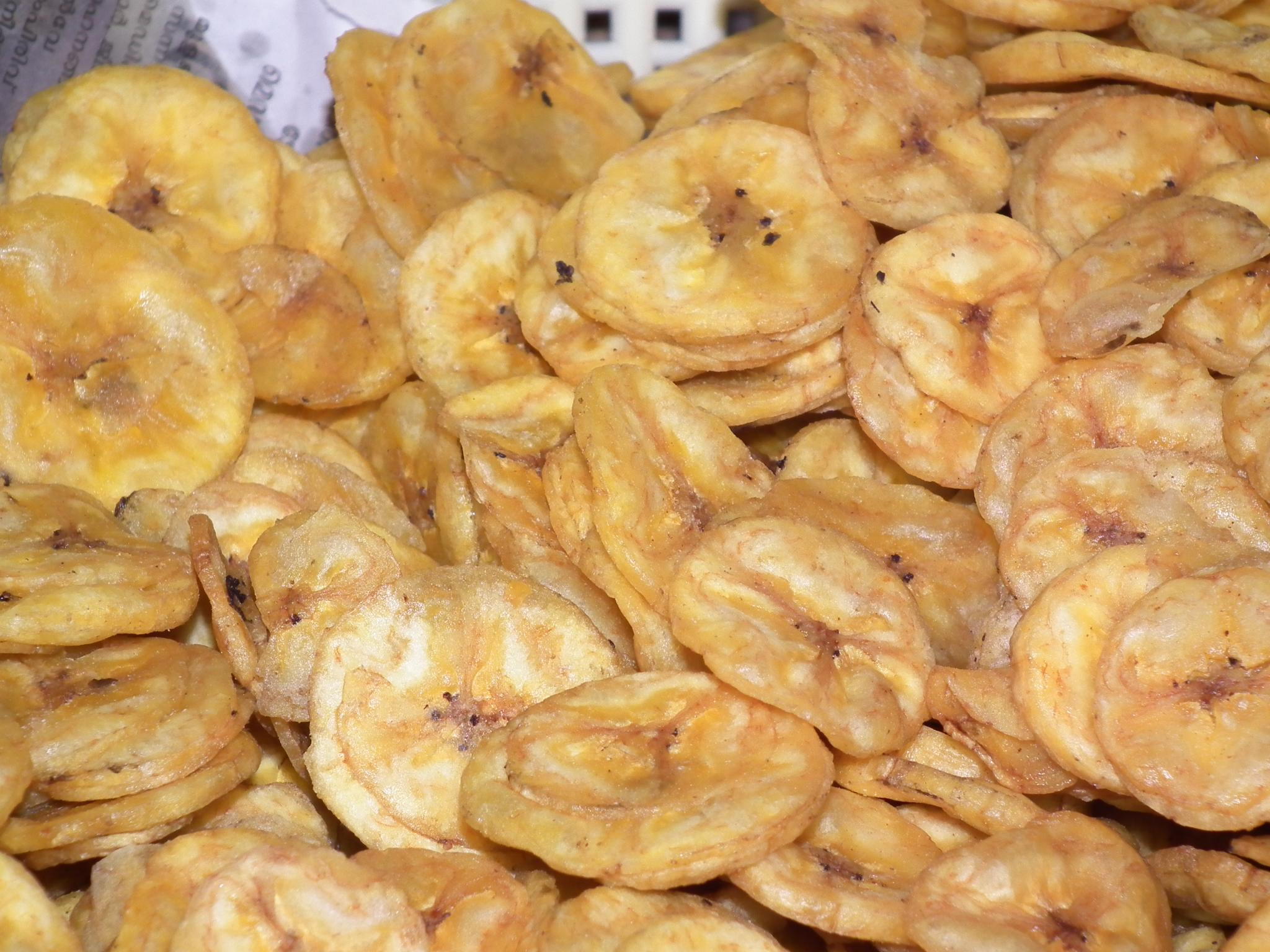
Chipsy bananowe

### Tradycyjne
Suszenie bananów w celach konserwacji wykorzystywane jest zarówno w przypadku niedojrzałych, jak i dojrzałych bananów. Stosowane jest już od wieków przez ludność Azji Południowo-Wschodniej, gdzie banan jest podstawowym składnikiem diety. 
Tradycyjnie banany były suszone na słońcu, czasami w piecach lub na ogniu. Zwykle w postaci plasterków, a także całych owoców.
Zazwyczaj plasterki niedojrzałego banana rozkłada się do wyschnięcia na bambusowych ramach, na matach lub na ziemi.

### Komercyjne
Komercyjnie suszenie bananów może się odbywać na kilka różnych sposobów. Do najpopularniejszych metod odwadniania bananów należy: suszenie na powietrzu (na słońcu), suszenie mikrofalowo-próżniowe lub odwadnianie w procesie liofilizacji.

#### Banany smażone w oleju i suszone
Dostępne w sprzedaży chipsy zazwyczaj powstają przez smażenie w głębokim oleju plastrów niedojrzałych bananów, a następnie suszenie. W razie potrzeby dodawane są konserwanty (np. cukier trzcinowy, olej kokosowy). Mają postać jasnokremowych, żółtawych chrupiących krążków. Ten rodzaj bananów zawiera dużo tłuszczów nasyconych, cukrów oraz cechuje się wysoką kalorycznością. 

#### Banany suszone na słońcu
Istnieją również zdrowsze rodzaje chipsów bananowych, które są wytwarzane wyłącznie przez w naturalnym procesie suszenia na słońcu. Plastry banana suszonego naturalnie są jasnobrązowe i skórzaste. Wyróżniają się naturalną słodyczą i intensywnym bananowym smakiem. 

## Właściwości odżywcze
Suszone chipsy bananowe to składają się w 4% wody, 58% węglowodanów, 34% tłuszczu i 2% białka. W 100 gramowej ilości referencyjnej suszone chipsy bananowe dostarczają 518 kalorii i są bogatym źródłem magnezu (21% dziennego zapotrzebowania) i witaminy B6 (20%), z umiarkowaną ilością żelaza, miedzi i potasu (10% - 11% ). Inne mikroelementy są w znikomych ilościach w dziennej wartości.

### Tabela wartości odżywczych chipsów bananowych[4]
| Składnik            | Wartość  |
| ------------------- | -------- |
| Waga                | 100 g    |
| Kalorie             | 519      |
| Witaminy            |          |
| Tiamina             | 0.09 mg  |
| Ryboflawina         | 0.02 mg  |
| Niacyna             | 0.71 mg  |
| Witamina B6         | 0.26 mg  |
| Witamina C          | 6.30 mg  |
| Witamina K          | 1.30 mcg |
| Witamina K1         | 1.30 mcg |
| Cholina             | 21.30 mg |
| Składniki mineralne |          |
| Wapń, Ca            | 18 mg    |
| Miedź Cu            | 0.20 mg  |
| Żelazo, Fe          | 1.25 mg  |
| Magnes, Mg          | 76 mg    |
| Fosfor, P           | 56 mg    |
| Potas, K            | 536 mg   |
| Selen, Se           | 1.50 mcg |
| Sód, Na             | 6 mg     |
| Cynk, Zn            | 0.75 mg  |
| Proteiny            |          |
| Białko              | 2.30 g   |
| Tłuszcze            |          |
| Tłuszcz             | 33.60 g  |
| Węglowodany         |          |
| Węglowodany         | 58.40 g  |
| Błonik              | 7.70 g   |
| Cukry               | 35.34 g  |

## Zastosowania i odmiany na świecie
Chipsy bananowe są powszechną przekąską w Indiach, na Filipinach i w Indonezji (jako kripik). W Indiach znane są jako nenthra-kaaya oopperi lub vazhaykka upperi i smażone w oleju kokosowym. W krajach Ameryki Łacińskiej popularne są platanitos znane również jako tajadas i chifle. To przekąska (rodzaj fast foodu) wytwarzana z cienko pokrojonych, doprawionych solą zielonych bananów. Mogą mieć kształt wydłużony lub okrągły.

## Wykorzystanie w kuchni
Suszone banany mogą być wykorzystywane są jako dodatek do musli, w płatkach śniadaniowych, owsiance. Można je wykorzystać w różnego typu wypiekach, ciastkach, placuszkach, muffinach i w farszu do naleśników. Mogą one pełnić również rolę dekoracyjną na tortach, ciastach i ciastkach. W formie zmielonej stosowane jako posypka do ciast i babeczek oraz składnik koktajli czy  napoju z kakao. 